# Pachybrachius pacificus
Espèce
Pachybrachius pacificus est une espèce d'insectes hémiptères de la famille des Rhyparochromidae, décrite par Carl Stål en 1874.